# حروق الأسمدة

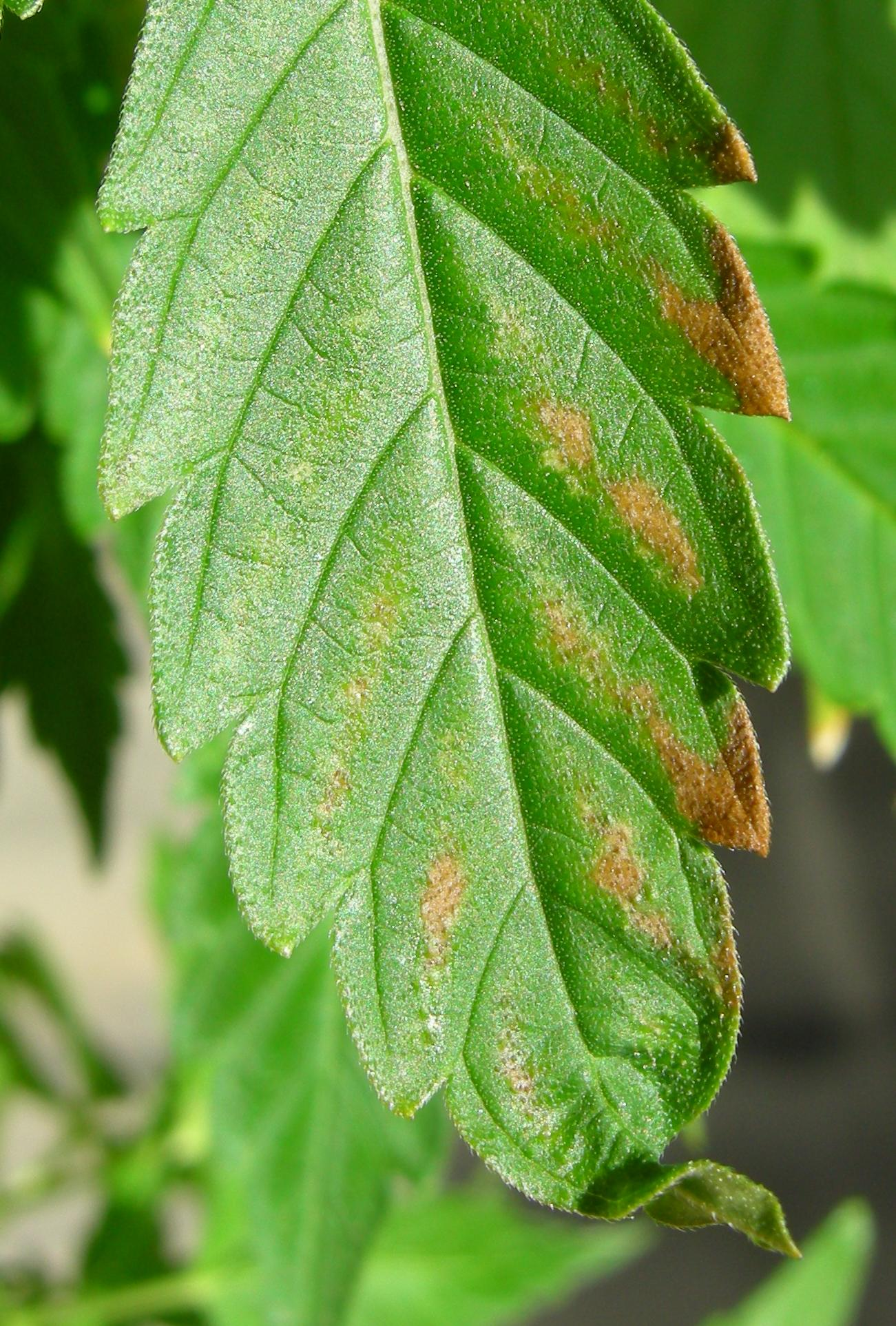
حروقٌ على ورقة شجرة بسببِ السماد.

تحدث حروق الأسمدة أو الحروق الناجمة عن الأسمدة عندما يتسبب استخدام الكثير من الأسمدة، أو النوع الخاطئ من الأسمدة، أو القليل جدًا من الماء مع الأسمدة في إتلاف النبات. على الرغم من استخدام السماد لمساعدة النبات على النمو من خلال توفير العناصر الغذائية، فإن الإفراط في تناوله سيؤدي إلى زيادة الملح أو النيتروجين أو الأمونيا التي لها آثار ضارة على النبات. يمكن أن يؤدي فائض هذه العناصر الغذائية إلى إتلاف قدرة النبات على التمثيل الضوئي والتنفس الخلوي، مما يتسبب في حروق مرئية. تحدد شدة الحروق إستراتيجية الشفاء.

## خلفيّة
تحتوي الأسمدة على العناصر الغذائية التي تزيد من نمو النبات عن طريق زيادة معدل التمثيل الضوئي (العملية التي تمتص فيها النباتات الماء والمواد المغذية لإنتاج السكر) والتنفس الخلوي (العملية التي يتم فيها تكسير ثاني أكسيد الكربون والسكر لاستخدامهما كطاقة، وإطلاق الأكسجين). تدخل المغذيات والماء إلى النبات من خلال أغشية الخلايا الجذرية للنبات (الحاجز الذي يفصل داخل خلايا الجذر عن الخارج) عبر التناضح (حركة الماء والمغذيات الصغيرة من خلال غشاء لمعادلة تركيز المادة على كل منها جانب الغشاء). تحدث حروق الأسمدة عندما يمنع استخدام الأسمدة العمليات المذكورة أعلاه من العمل بشكل صحيح وإتلاف النبات.

## مؤشر الملح وتأثيراته
تحتوي الأسمدة على تركيزات مختلفة من الملح والتي تغير «مؤشر الملح». يوجد أدناه مخطط لمؤشرات الملح ونسبة النيتروجين لبعض الأسمدة الأكثر استخدامًا.
| المواد                           | النسبة التقريبيّة ٪ | مؤشر الملح |
| -------------------------------- | ------------------ | ---------- |
| اليوريا                          | 46٪                | 74.4       |
| اليوريا- محلول كبريتات الأمونيوم | 28-32٪             | 63.0       |
| ثنائي فوسفات الأمونيوم           | 18٪                | 29.2       |
| كلوريد البوتاسيوم                | 0٪                 | 116.2      |

يمكن أن تسبب وفرة النيتروجين حروق الأسمدة. يعتبر تركيز النيتروجين في النبات مهمًا من حيث تجنب حروق الأسمدة.
يمكن لمؤشر الملح للأسمدة أن يغير الضغط الأسموزي، مما يسمح للنبات بامتصاص المزيد أو أقل من الماء والمواد المغذية. عندما يحتوي السماد على تركيز عالٍ من الملح، سيكون له مؤشر ملح مرتفع والعكس صحيح بالنسبة لتركيز ملح منخفض. سيؤدي مؤشر الملح الصحيح (من حيث النبات والسماد المعين) إلى ارتفاع الضغط الأسموزي. سيؤدي التركيز غير الصحيح للملح إلى انخفاض الضغط الاسموزي، مما قد يؤدي إلى حرق السماد.

### الضغط الأسموزي العالي
يحدث الضغط الأسموزي المرتفع عندما يكون هناك تركيز أعلى من الأملاح داخل غشاء الخلية الجذرية، لذلك يتحرك الماء عبر الغشاء لمعادلة التركيز، مما يجلب المغذيات عبر الغشاء أيضًا. سيزداد معدل البناء الضوئي والتنفس الخلوي. عندما يكون هناك ضغط أسموزي مرتفع، فإن الأسمدة تعمل بشكل صحيح.

### الضغط الأسموزي المنخفض
يحدث الضغط الأسموزي المنخفض عندما يكون هناك تركيز أعلى من الأملاح خارج غشاء الخلية الجذرية، لذلك لن يتحرك الماء عبر الغشاء. قد يترك الماء نظام الجذر في محاولة لمعادلة تركيز الأملاح في التربة. عندما يكون هناك ضغط أسموزي منخفض، فإن السماد لا يعمل بشكل صحيح وقد يتعرض النبات لحرق الأسمدة.

## الأسباب والفيزيولوجيا المرضية
تحدث حروق الأسمدة عن طريق إضافة الكثير من الملح و/أو العناصر الغذائية إلى التربة المحيطة بالنبات. تعتبر النباتات الجافة والحروق من الشمس أكثر عرضة لحروق الأسمدة. هناك خمس طرق يمكن أن يتسبب فيها استخدام الأسمدة في حدوث حروق.
1. استخدام سماد أكثر من اللازم بمؤشر الملح الصحيح. يؤدي هذا إلى تراكم الأملاح والمواد المغذية في التربة وبالتالي حرق الأسمدة من الضغط الاسموزي المنخفض.[22]
2. استخدام سماد يحتوي على نسبة عالية من الملح، سيؤدي ذلك إلى تراكم الملح والمواد المغذية في التربة وبالتالي حرق الأسمدة من الضغط الأسموزي المنخفض.[26]
3. استخدام سماد يحتوي على مؤشر الملح الصحيح ولكن القليل من الماء. سيؤدي ذلك إلى حرق السماد عن طريق تجويع النبات من الماء.[3]
4. استخدام سماد يحتوي على نسبة عالية من النيتروجين. سيؤثر هذا على التنفس الخلوي للنبات، مما يتسبب في حرق الأسمدة.[27]
5. استخدام سماد ينتج أو يحتوي على كمية زائدة من الأمونيا. الأمونيا تسحب الماء من الجذور. سيستجيب النبات كما يفعل في حالة الجفاف وسيؤدي ذلك إلى حرق السماد عن طريق تجويع النبات من الماء.[28][29]

يمكن تصنيف كل سبب من هذه الأسباب الخمسة في واحد من ثلاثة تفسيرات لحروق السماد:

### حروق السماد بسبب الضغط الأسموزي المنخفض
مع عدم دخول الماء إلى النبات، سيستجيب النبات كما يفعل في حالة الجفاف. لن يقوم النبات بعملية التمثيل الضوئي، مما يعيق إنتاج السكر، والتنفس الخلوي، ونمو النبات مما يؤدي إلى تلف مباشر - حرق السماد.

### حروق السماد بسبب قلّة الماء
عندما يصاحب القليل من الماء التركيز العالي للأملاح في الأسمدة، فإن الأملاح تمتص بعض الماء، مما يترك القليل جدًا للنبات. المصنع سيستجيب كما لو كان في حالة جفاف. لن يقوم النبات بعملية التمثيل الضوئي أو التنفس الخلوي، مما يؤدي إلى حرق الأسمدة.

### حروق السماد بسبب كثرة النيتروجين
الكثير من النيتروجين يمكن أن يوقف إنتاج الكربوهيدرات وتراكمها، مما يعيق التنفس الخلوي. بدون التنفس الخلوي، ستنخفض وظيفة النبات. قد يحدث تعفن الجذور، حيث قد تمتص الجذور العناصر الغذائية والماء بشكل غير صحيح، حيث من المرجح أن يتم امتصاص العناصر الغذائية الضارة. قد تموت الأوراق السفلية للنبات، وستبدأ بقية أجزاء النبات في التدهور، مما يمثل حرق السماد.

## العلامات والأعراض
تشمل العلامات الأولى لحرق السماد علامات ملح بيضاء وقشرة في وعاء النبات و/أو حول الجذور. تدل علامات الملح على وجود فائض من الملح وتراكم في التربة. عندما تستمر حروق الأسمدة،
1. تتحول أوراق النبات إلى اللون البني وتموت.[39]
2. سوف يتوقف نمو الجذر.[40]
3. قد تتحول الجذور إلى اللون البني مما يشير إلى تعفن الجذور.[41]

## المعالَجة
يعتمد التعافي من حروق الأسمدة على شدتها وسببها.
1. إذا تم حرق نبات بسبب تركيز الملح العالي، فقد تكون هناك علامات بيضاء وقشور حول النبات (يمكن التعرف عليها بسهولة في نباتات الأصص). هناك خياران من حيث الاسترداد.[43]
  1. قم بإزالة النبات وجذوره من الأصيص، ونظف الجذور بعناية وأعد زرع النبات.[38] يمكن إعادة استخدام الأسمدة ببطء للسماح بالتعافي الصحي البطيء.
  2. سقي النبات بكثافة لإزالة تراكم الملح بعيدًا.[44]
2. إذا تم حرق نبات بسبب ظروف شبيهة بالجفاف، فقد تكون التربة جافة وسيبدو النبات ذابلًا.[45] أفضل خيار من حيث الاسترداد هو سقي النبات بمزيد من الماء، والحفاظ على التربة الرطبة. توقف عن استخدام الأسمدة حتى يتم ترطيب النبات.[46]
3. إذا تم حرق نبات بسبب وفرة من النيتروجين أو الأمونيا، فتوقف عن استخدام الأسمدة واستمر في الماء.[47] إذا كان هناك تعفن جذر شديد، فقد لا تتمكن الوظيفة من التعافي وقد يموت النبات.[48]